# Virna Dias
Virna Cristine Dantas Dias (Natal, 31 de agosto de 1971) é uma ex-jogadora de voleibol brasileira.
Virna foi convocada pela primeira vez para a Seleção Brasileira de Voleibol Feminino em 1991, a convite do técnico Wadson Lima. A partir daí esteve presente nas grandes conquistas da seleção nos 13 anos seguintes, como duas medalhas de bronze nos Jogos Olímpicos em Atlanta 1996 e Sydney 2000, quatro títulos do Grand Prix de Voleibol, e os vice-campeonatos do Campeonato Mundial de 1994 e duas Copas do Mundo, se aposentando após o fracasso nos Jogos Olímpicos de Atenas, onde o Brasil acabou em quarto. Virna ainda jogou uma temporada no campeonato Italiano de voleibol (série A-1) defendendo a equipe do Chieri, quando obteve a sexta colocação. Em seguida, passou a atuar no vôlei de praia, onde permanece até o momento (2006) ao lado de Sandra Pires, que fora campeã nesta modalidade nas Olimpíadas de Atlanta. Pelo Flamengo, seu clube de coração, foi campeã da Superliga Brasileira de Voleibol Feminino de 2000–01, onde fez questão de usar a camisa 10 em homenagem a seu ídolo Zico.

## Carreira
Logo quando começou a jogar vôlei, Virna foi chamada para a Seleção Infantil do Rio Grande do Norte, sendo campeã brasileira. A partir daí, Virna disputou vários campeonatos pelo estado, jogando no Centro Esportivo Feminino, pelo Bandern, onde foi jogar o Brasileiro Juvenil, no Guarujá. Aos 14 anos, foi fazer estágio de dois meses no Bradesco, no Rio de Janeiro, e foi convocada para a Seleção Infantil Brasileira, vencendo o campeonato sul-americano.
Em fevereiro de 1989, no Carnaval do Rio de Janeiro, Virna conheceu seu primeiro marido, o engenheiro Luiz Antônio Dias. Quando Virna estava com 19 anos descobriu estar grávida, decidiu se casar com Luiz Antônio Dias e se mudar para Natal. No ano seguinte se casaram e Virna deu à luz ao seu primeiro filho, Vitor. Embora não estivesse plenamente restabelecida do parto de Vitor, Virna recebeu vários convites para retornar às quadras. Um dos convites foi feito pelo então técnico seleção juvenil, José Roberto Guimarães, e o outro veio da equpe italiana, Pallavollo Nauscicaa, que foi aceito por Virna, mas acabou por ser uma experiência mal-sucedida e que só durou 4 meses, com o time italiano deixando de pagar seu salário. De volta ao Brasil, Virna jogou no Recra de Ribeirão Preto com a levantadora Fernanda Venturini, e foi convocada pela primeira vez para a seleção brasileira adulta de voleibol feminino em 1991, a convite do então treinador Wadson Lima. Nesta época, não costumava participar dos torneios principais, atuando apenas em competições de menor importância, e a maior parte do tempo no banco.
Com a entrada do técnico Bernardo Rezende, em 1993, passou a integrar o grupo de forma permanente. Durante dois anos, Virna esteve presente nas principais conquistas do voleibol brasileiro, tais como a medalha de ouro no Grand Prix de 1994 e os vice-campeonatos do Campeonato Mundial do mesmo ano e da Copa do Mundo de 1995, ainda na condição de reserva. À sombra de uma geração que incluía algumas das maiores atletas da história do esporte no Brasil, tais como Fernanda Venturini e Ana Moser, ela permanecia no banco na maioria das partidas, entrando em quadra apenas contra adversários mais fracos ou para desempenhar rapidamente funções específicas, tais como sacar ou bloquear em determinadas passagens de rede.
Sua grande oportunidade teve lugar em 1996, durante as Olimpíadas de Atlanta: Hilma Caldeira fraturou um dedo do pé durante a primeira partida contra Cuba, ainda na fase preliminar, e Virna foi forçada a assumir seu lugar até o final do torneio, e a atleta mostrou-se perfeitamente à vontade na posição de atacante de ponta. O Brasil terminou a competição com a medalha de bronze, melhor colocação obtida pela seleção até o ouro em 2008. Virna também se tornou a primeira de cinco potiguares a conquistarem uma medalha olímpica.
A partir de então, Virna tornou-se titular incontestável da seleção brasileira de voleibol, e uma das suas mais importantes atletas. Conquistou uma segunda medalha de bronze nas Olimpíadas de Sydney, o ouro no Pan-Americano de Winnipeg, e mais três títulos do Grand Prix (em 1996, 1998 e 2004). Além das conquistas pela Seleção, também ganhou a Superliga 2000/2001, pelo Flamengo, seu clube de coração - que inclusive inspirou Virna a usar a camisa 10, em homenagem a seu ídolo Zico. Após o fracasso nos Jogos Olímpicos de Atenas, encerrou em definitivo sua carreira internacional pela seleção. Virna ainda jogou uma temporada no campeonato Italiano de voleibol (série A-1) defendendo a equipe do Chieri, quando obteve a sexta colocação.
Em seguida, passou a atuar no vôlei de praia, ao lado da campeã olímpica Sandra Pires. Também jogou ao lado de Ângela antes de retornar às quadras pelo Rexona-Ades de Bernardinho, vencendo mais uma Superliga. De volta à areia junto da parense Izabel, Virna acabou se afastando na temporada 2010 por sua segunda gravidez, fruto do relacionamento com o empresário Rodrigo Piovesan. Após o nascimento de Pedro em outubro daquele ano, abandonou o vôlei. Mais tarde disse que não conseguiu as mudanças rápidas exigidas pelo jogo diferente na praia: "Eu joguei quase cinco anos e só fui aprender a jogar no último ano, já estava com 39 anos. Eu não tinha idade para almejar novos sonhos." Desde então teve uma filha, se tornou empresária de duplas de praia, abriu projetos sociais ligados à prática de vôlei, e dá palestras motivacionais. Também foi comentarista de vôlei pelos canais Globo e Record. Só voltou a jogar na despedida de sua companheira de seleção Fofão em 2015, sendo escolhida MVP do jogo.

## Clubes
| Clube                              | País   | De   | Até  |
| ---------------------------------- | ------ | ---- | ---- |
| Bradesco/Atlântica                 | Brasil | 1985 | 1986 |
| Lufkin EC                          | Brasil | 1986 | 1990 |
| Pallavolo Nausicaa Reggio Calabria | Itália | 1991 | 1992 |
| Nossa Caixa/Recra                  | Brasil | 1992 | 1993 |
| BCN/Guarujá                        | Brasil | 1993 | 1994 |
| L'Acqua di Fiori/Minas             | Brasil | 1994 | 1995 |
| Sollo/Tietê                        | Brasil | 1995 | 1996 |
| MRV-Suggar/Minas                   | Brasil | 1996 | 1997 |
| Leites Nestlé                      | Brasil | 1997 | 1998 |
| Uniban/São Bernardo                | Brasil | 1998 | 1999 |
| C.R. Flamengo                      | Brasil | 1999 | 2001 |
| BCN/Osasco                         | Brasil | 2001 | 2003 |
| MRV/Minas                          | Brasil | 2003 | 2004 |
| Chieri Torino                      | Itália | 2004 | 2005 |
| Rexona/Ades                        | Brasil | 2008 | 2009 |

## Características
Virna é o exemplo típico de uma jogadora fadada à condição de reserva de luxo que terminou conquistando uma posição de relevo graças a uma disposição para treinar e se aperfeiçoar fora do comum. Sem destacar-se pela altura ou mesmo por possuir habilidades particularmente notáveis como atacante, abraçou desde o início da carreira na seleção brasileira a posição de ponta, integrando - além de desempenhar as funções propriamente ofensivas - o sistema defensivo da equipe, em especial o passe.
Esta dedicação permitiu que a jogadora obtivesse resultados expressivos em fundamentos que não costumam ser especialidade de atacantes, tais como defesa e recepção. Em 1999, recebeu quatro dos sete prêmios individuais distribuídos no Grand Prix, entre eles os de melhor jogadora e melhor atacante do torneio. Apesar da estatura, baixa para os jogadores que desempenham esta função, Virna também é uma excelente bloqueadora, em especial atuando nas posições 2 e 4 - as extremidades da rede.

## Principais conquistas

### Clubes
Flamengo
- Campeã da Superliga Brasileira de Voleibol Feminino de 2000–01

### Seleção Brasileira
- Grand Prix, 1994, medalha de ouro
- Campeonato Mundial, 1994, medalha de prata
- Grand Prix, 1995, medalha de prata
- Copa do Mundo, 1995, medalha de prata
- Jogos Olímpicos de Atlanta, 1996, medalha de bronze
- Grand Prix, 1996, medalha de ouro
- Grand Prix, 1998, medalha de ouro
- Grand Prix, 1999, medalha de prata (melhor jogadora, melhor atacante, melhor passe e maior pontuadora)
- Copa do Mundo, 1999, medalha de bronze
- Grand Prix, 2000, medalha de bronze
- Jogos Olímpicos de Sydney, 2000, medalha de bronze
- Copa do Mundo, 2003, medalha de prata
- Grand Prix, 2004, medalha de ouro